# Nadia Cavalera
Nadia Cavalera (Galatone, 20 settembre 1950) è una poetessa, giornalista e scrittrice italiana.

## Biografia
Nadia Cavalera, nata a Galatone (Lecce), dopo la maturità classica si laurea in filosofia all'Università di Lecce. A Brindisi dal 1976 -1988,  ha insegnato materie umanistiche e ha svolto attività giornalistica (presso il Quotidiano di Brindisi, Lecce e Taranto, 1982 - 1988).  Vive a Modena dal 1988. Unica poetessa presentata in "Terza Ondata", che stigmatizza l'avanguardia dell'ultimo Novecento, Nadia Cavalera nelle sue opere ha scritto anche in latino (Ecce Femina), inglese (Bluff/Americanata) e dialetto galateo (Salentudine). 
Ha tradotto dal Latino ("Eremita Dialogo" di Antonio Galateo), e dal francese ("Pesce solubile" di André Breton). 
Ha fondato due riviste: a Brindisi, Gheminga (1988, 0-3), la prima rivista esclusivamente letteraria della città; a Modena, con il poeta Edoardo Sanguineti, Bollettario (1990 - 2010), quadrimestrale di scrittura e critica. Dal 2005 al 2018 ha presieduto il Premio Alessandro Tassoni (poesia, narrativa, teatro, saggistica), organizzato dall'Associazione Le Avanguardie, da lei diretta dal 1989. In alcuni numeri di Bollettario evidenzia il proprio impegno civile, sociale e politico. 
I suoi scritti sono presenti in diverse antologie e ha collaborato con diverse testate specialistiche

## Opere

### Narrativa
- I palazzi di Brindisi, Fasano, Schena editore, 1986 - racconti storici con rassegna fotografica dei maggiori palazzi della città (Presentazione di Marcello Strazzeri)
- Nottilabio, Roma, La città della luna, 1995 - racconti sperimentali (presentazione di Giorgio Celli)

### Poesia
- Amsirutuf: enimma, Torino, Tam Tam, 1988 (Presentazione di Adriano Spatola)
- Vita Novissima, Modena, Bollettariolibri 1992 - 101 poesie
- Americanata, Modena, Bollettariolibri 1993 - 31 poesie in americano con lo pseudonimo di Marie Donna Lancaster
- Ecce Femina, Napoli, Altri termini, 1994 - 101 poesie in latino, con lo pseudonimo di Annia Aurelia Galeria Lumilla Augusta - (Presentazione di Marcello Carlino)
- Brogliasso, Modena, Gheminga 1996 - mix sperimentale di varie testualità (Presentazione di Giorgio Barberi Squarotti)
- Salentudine, Venezia, Marsilio 2004  - 103 limerick in dialetto galateo
- Superrealisticallegoricamente, Roma, Fermenti, 2005 - poesie/prose/opere verbo-visive, (Presentazione di Donato Di Stasi). Il libro è stato (con quelli dei poeti Franco Buffoni e Valerio Magrelli) tra i tre finalisti/vincitori del Premio L'Aquila - CarispAq 2006, e Premio Astrolabio della Giuria, Pisa, 2009
- Spoesie, Roma, Fermenti, 2010 (Introduzione di Mirella Serri)
- L'astutica ergocratica, Novi Ligure (Alessandria), Joker, 2011 (Introduzione di Daniele Maria Pegorari)
- Casuals. Spoesie 2010-2015, Milano, ABEditore, 2016 (Prefazione di Giuseppe Panella)
- La felicità della solidarietà, testo base della musica Happiness Trains del Maestro Antonio Giacometti, esecuzione al Teatro Petruzzelli di Bari, 3 novembre 2018
- Liber ex libris. Endecaversi, Lecce, Edizioni Milella, 2022 (Prefazione di Francesco Muzzioli)
- Lessico e cibo famigliari.Le mie prime cinquemila parole 31 endecaversi in dialetto galateo, Lecce, Edizioni Grifo, 2022 (Introduzione del Card. Fernando Filoni)

### Saggistica
- Corso Canalchiaro 26 Interviste, saggi interventi negli anni di "Bollettario", Venezia, Marsilio 2010, Introduzione di Franco Ferrarotti

### Traduzioni
- Antonio Galateo, Eremita.Dialogo,  traduzione, curatela e introduzione di Nadia Cavalera, Roma, Fermenti, 2020
- André Breton, Pesce solubile, traduzione e introduzione di Nadia Cavalera, Modena, Bollettario 2020, Libro d'artista (esemplare unico)

### Curatele
- Sebastiano Cavalera, La vita è eterna, romanzo postumo, Foggia, Bastogi, 1986
- Gheminga. Bollettario di letteratura (0-3 numeri)
- Bollettario. Quadrimestrale di scrittura e critica (30 raccolte + 3 Bollettariolibri)
- Primo quaderno. La memoria, Modena, Bollettario, 2013 ebook
- Secondo quaderno. La livella, Modena, Bollettario, 2014, ebook
- Umafeminità. Cento poet* per una innovazione linguistico-etica, Novi Ligure, Joker edizioni 2014
- Chiamata contro le armi. Sessanta poet* reclamano la pace, Pasturana-AL, Editrice Puntoacapo 2022